# 群青学舎
『群青学舎』（ぐんじょうがくしゃ）は、入江亜季による漫画。エンターブレイン発行の『月刊コミックビーム』において2005年11月号から2008年11月号まで連載された。単行本は全4巻。全38話。

## 概要
舞台や時代を特定せず、成長期の人々を描いていく短編連載作品である。キャッチコピーは「輝ける群青の日々（スクールデイズ）」（1巻帯より）。題名には『～学舎』とあるが、必ずしも学校・学園内の出来事が描かれるわけではない。また、ファンタジー的な世界観の作品が多く含まれるのも特徴。
連載当初は1話16ページの読切シリーズとして発表されていた（第1話～第4話）。第5話以降は1話が24ページとなり、前後編や3部作になるなど、その幅は広がっている。

## 書誌情報
入江亜季 『群青学舎』 エンターブレイン〈コミックビーム〉、全4巻
- 第1巻 2006年8月31日初版発行、ISBN 978-4-75-772918-6
- 第2巻 2007年6月25日初版発行、ISBN 978-4-75-773581-1
- 第3巻 2008年4月25日初版発行、ISBN 978-4-75-774179-9
- 第4巻 2009年2月14日初版発行、ISBN 978-4-75-774694-7